# Lycosa signata
Lycosa signata este o specie de păianjeni din genul Lycosa, familia Lycosidae, descrisă de Lenz, 1886.
Este endemică în Madagascar. Conform Catalogue of Life specia Lycosa signata nu are subspecii cunoscute.